# Забрањена планета
Забрањена планета (енгл. Forbidden Planet) је амерички научнофантастични хорор филм из 1956. године у режији Фреда М. Вилкокса, а по сценарију Сирил Хјума. Главне улоге играју: Лесли Нилсен, Ен Френсис и Волтер Пиџон.

## Радња
Свемирска летелица Ц57-Д са спасилачком експедицијом лети на планету Алтаир IV, где је некада била колонија земљана коју је основала посада брода Белерофон. Док је још у орбити око планете, командант Џон Адамс (Лесли Нилсен) добија упозорење са површине о опасности од слетања, али преузима ризик и спушта брод.
Алтаир IV насељавају само др Морбијус (Валтер Пиџон), његова ћерка Алтаир (Ан Френсис), која је рођена и одрасла на планети, и робот Роби којег др Морбијус дизајнирао. Док се официри упознају са чудима технике и настамба Морбијуса, који подсећа на земаљски рај, брод напада мистериозно невидљиво чудовиште које убија једног од чланова посаде. Предузете мере безбедности у почетку су неефикасне, али на крају чудовиште успева да буде заустављено пољима силе и отерано ватром из бластера.
Испоставило се да испод површине планете постоји титанска машина коју је створила нестала цивилизација Крела, која је у стању да отелотвори менталне слике онога ко научи да је контролише. Уз помоћ ове машине Морбијус је створио свој диван дом. Али није узео у обзир чињеницу да машина такође перципира слике које не контролише свест - тако је настало „чудовиште подсвести“, које је некада уништило колонију, а сада напада посаду брода.
Морбијус не може да се избори са љубомором према астронаутима, који уморни од мушког друштва лебде око његове ћерке и управо те негативне емоције упија невидљиво чудовиште. На крају, чудовиште уништава доктора и нестаје само од себе. Свемирски брод напушта планету, узимајући са ње ћерку Алтаир.

## Улоге
| Глумац          | Улога                 |
| --------------- | --------------------- |
| Лесли Нилсен    | командир Џ. Џон Адамс |
| Ен Френсис      | Алтаира Морбијус      |
| Волтер Пиџон    | доктор Морбијус       |
| Ворен Стивенс   | доктор Остроу         |
| Џек Кели        | поручник Џери Фарман  |
| Ричард Андерсон | Квин                  |
| Ерл Холиман     | кувар                 |